# Prix de poésie Terrasses Saint-Sulpice
Le prix de poésie Terrasses Saint-Sulpice est un prix littéraire canadien décerné de 1990 à 2008.

## Historique
Le prix de poésie Terrasses Saint-Sulpice récompense un recueil de poésie écrit en langue française et proposant une approche différente de la poésie, tant sur le plan thématique que sur le plan formel. Remis à l’occasion du Festival mondial de la littérature, il était le fruit d’un partenariat entre les Terrasses Saint-Sulpice et la revue Estuaire, dont  le poète Jean-Paul Daoust était à l’époque le directeur littéraire.
En juin 2010, après vingt ans de partenariat, les Terrasses Saint-Sulpice se sont retirées du prix qui devait être attribué par un jury de trois personnes désignées par la revue Estuaire et un membre provenant des Terrasses Saint-Sulpice agissant comme témoin, en alléguant que ce dernier membre n’avait pas participé aux délibérations du jury.
Ce prix est devenu le Prix de poésie Estuaire - Bistro Leméac. 

## Lauréats
- 1990 - Geneviève Amyot, Corps d'atelier
- 1991 - Claude Beausoleil, Une certaine fin de siècle (tome II)
- 1992 - Denise Desautels, Le saut de l'ange
- 1993 - Gérald Leblanc, Complaintes du continent
- 1994 - Denis Vanier, Le fond du désir
- 1995 - Herménégilde Chiasson, Miniatures
- 1996 - Carole David, Abandons
- 1997 - Patrice Desbiens, La fissure de la fiction
- 1998 - André Roy, Vies
- 1999 - Paul Chamberland, Intime faiblesse des mortels
- 2000 - Martine Audet, Orbites
- 2001 - Yves Préfontaine, Être - Aimer - Tuer
- 2002 - Élise Turcotte, Sombre ménagerie
- 2003 - Yves Gosselin, Patmos
- 2004 - Yves Boisvert, Mélanie Saint-Laurent
- 2005 - Jean-Marc Desgent, Vingtièmes siècles
- 2006 - Alexis Lefrançois, Pages tombées d'un livre
- 2007 - Louise Bouchard, Entre les mondes
- 2008 - Roger Des Roches, Dixhuitjuilletdeuxmillequatre
- 2009 - Non attribué.